# Cystidia couaggaria
Cystidia couaggaria är en fjärilsart som beskrevs av Achille Guenée 1858. Cystidia couaggaria ingår i släktet Cystidia och familjen mätare. Inga underarter finns listade i Catalogue of Life.